# Cubryńska Dziura III
Cubryńska Dziura III (Górna Dziura) – jaskinia, a właściwie schronisko, w Dolinie Rybiego Potoku w Tatrach Wysokich. Wejście do niej znajduje się w północnym zboczu Cubryny opadającym z Małej Galerii Cubryńskiej, w pobliżu jaskiń Cubryńska Dziura I i Cubryńska Dziura II, na wysokości 2016 metrów n.p.m. Długość jaskini wynosi 5,5 metrów, a jej deniwelacja 2,5 metrów.

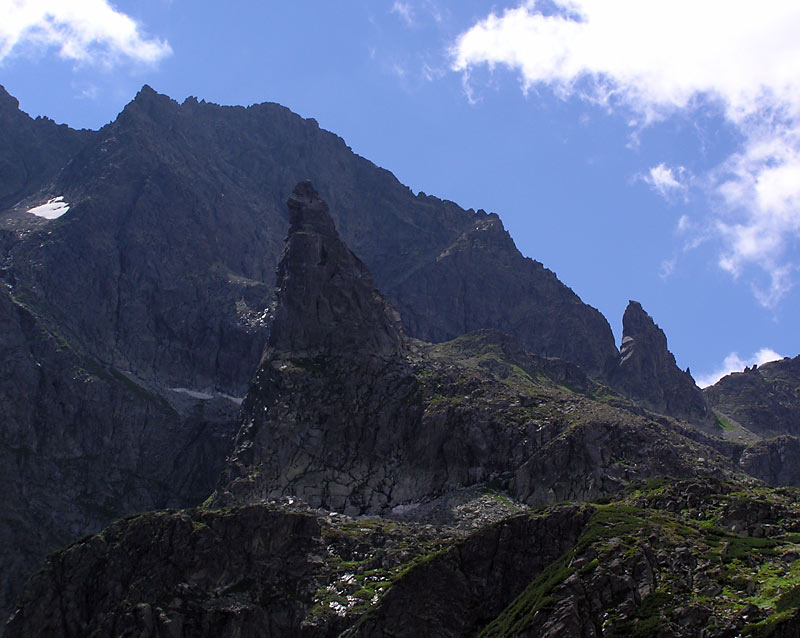
Zaraz za Mnichem z małą ilością śniegu Mała Galeria Cubryńska. W ścianie poniżej znajduje się jaskinia

## Opis jaskini
Jaskinię stanowi idący stromo do góry, prosty korytarz zaczynający się w dużym, prostokątnym otworze wejściowym, a kończący wnęką po 5 metrach.

## Przyroda
W jaskini nie ma nacieków. Na ścianach rosną porosty.

## Historia odkryć
Ze względu na to, że bardzo duży otwór jaskini jest dobrze widoczny ze szlaku prowadzącego do Wrót Chałubińskiego wiedziano o niej od dawna. Jak podał Władysław Cywiński, pierwszymi, którzy zwiedzili jaskinię byli A. Lachiewicz i M. Pawlikowski. Było to 24 września 1999 roku przy okazji wspinaczki drogą o nazwie Cubryński Komin z Dziurami. Jaskinię nazwano wtedy Górna Dziura.